# Вітольд Прушковський

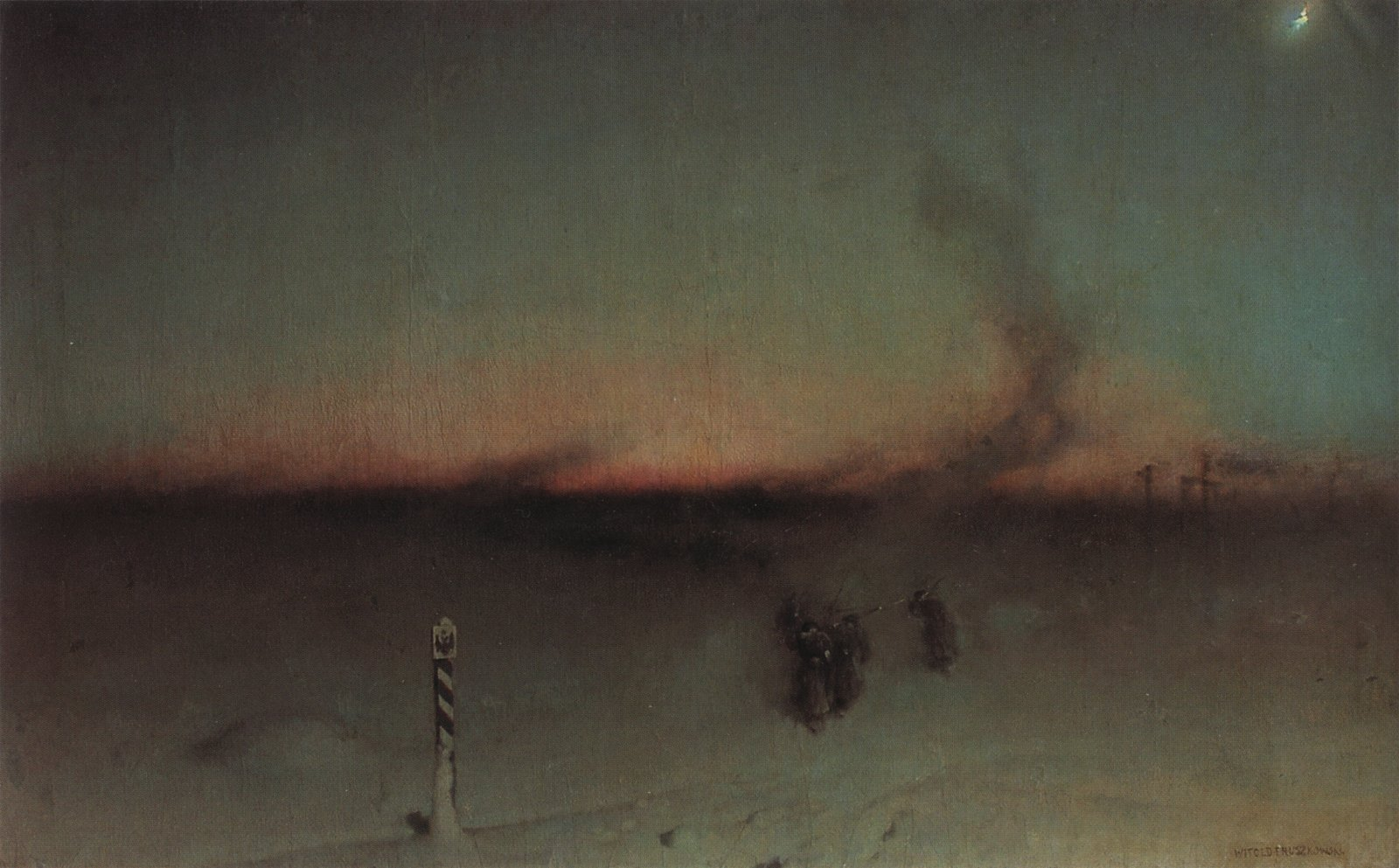
На заслання в Сибір, 1893 рік

Вітольд Прушковський (нар. 14 січня 1846, Бершадь, Вінницька область — 10 жовтня 1896, Будапешт, Угорщина) — польський художник.

## Життєпис
Вітольд Прушковський народився в Бершаді, дитинство провів в Одесі та Києві. Спочатку він вчився живопису та малюванню в Парижі у Тадеуша Горецького, що був зятем Адама Міцкевича. У 1868–1872 роках навчався в Академії мистецтв у Мюнхені, в період 1872 — 1875 у Яна Матейка в Академії образотворчих мистецтв в Кракові. У 1882 році Прушковський оселився в Мніково під Краковом. Разом з братом він подорожував Алжиром, Тунісом та Італією. Свої роботи регулярно виставляв у Кракові, Варшаві та Львові. У 1892 році він став головою комітету з будівництва пам'ятника Артуру Гротгеру.
Прушковський малював сільські жанрові сцени, картини з темами з казок, легенд та народних вірувань, поєднуючи реалістичне зображення з романтичною фантазією та настроєм, а також поетичні бачення, натхненні творами Словацького, Красінського та Шопена з витонченими, меланхолійними пейзажами. Він творив проникливі та нетрадиційні портрети. Крім масляної техніки, він використовував пастель.
Перед смертю Прушковський хворів кілька років. Його знайшли на залізничному вокзалі в Будапешті після того, як він зник, відвідавши свою родину в Коломиї, а через два дні він помер у лікарні.
Однією з найвідоміших картин Прушковського є « На заслання в Сибір» (також відома як «Похід на Сибір»), близько 1893 року. Картина, яка знаходилась у польських колекціях у Львові до кінця Другої світової війни, після закінчення військових дій, була розміщена (разом з іншими безцінними предметами польської спадщини) у Львівській художній галереї.

## Нагороди
У 1894 р. отримав почесний диплом у галузі мистецтва, живопису та скульптури від Національного виставкового комітету у Львові.